# Dead Island: Riptide
Dead Island: Riptide es un ARPG Horror de supervivencia desarrollado por Techland y publicado por Deep Silver. Riptide es la secuela de Dead Island y fue lanzado el 23 de abril de 2013 para PlayStation 3, Xbox 360 y PC. La historia continúa después de que los sobrevivientes escapen de la isla de Banoi y lleguen a la isla de Palanai, en donde la infección se expandió.

## Argumento
Riptide sigue inmediatamente la historia del primer juego, con los cuatro protagonistas inmunes (Logan, Purna, Xian Mei y Sam B), aterrizando en una base militar en medio del mar, después de escapar de los horrores vividos en Banoi. Al momento en el que aterrizan, son custodiados por el coronel Sam Hardy y Frank Serpo, un civil VIP. Todos son encerrados en una recámara, donde conocen a John Morgan (el nuevo protagonista), quien también es inmune a la infección. Morgan fue encerrado por Serpo luego de que le exigiera parar la evacuación militar. Tras despertar luego de los sedantes que les inyectaron para examinarlos, los supervivientes escapan, luego de que el coronel Hardy abriera todas las recámaras por un ataque al barco. Frank Serpo logra escapar justo antes de que el barco, fuera de control, se estrelle contra una gran roca.

Los protagonistas son encontrados por Harlow, una investigadora de la OMS, en la orilla de la isla de Palanai, quien les comenta que la infección zombi se había extendido. Después de salvar a algunos supervivientes de la isla, encuentran al coronel Sam Hardy otra vez, quien les dice que Serpo está intentando controlar el Kuru que causó la infección y, como en Banoi, un ataque nuclear contra Palanai está prevista para detener la infección y tapar evidencias.

Como sugiere Hardy, los supervivientes viajan a la ciudad de Henderson con la esperanza de que la armada ofrezca ayuda. Sin puentes intactos o barcos de trabajo, los supervivientes deciden investigar un túnel subterráneo para llegar a un muelle. Allí encuentran al doctor Kessler, quien le cuenta a los inmunes que él cree que la mutación del virus se produjo por la exposición a armas químicas. Kessler advierte que estos se encuentran en los túneles, y que podría actuar como un mutágeno, que transforma el virus en los cuerpos inmunes en algo que ellos no pueden suprimir.

Cuando los inmunes limpian los túneles, Harlow expone a un superviviente infectado secreto a los productos químicos para ver los resultados. Acto seguido, el superviviente se convierte en un monstruo enorme y los protagonistas tendrán que acabar con él. Poco después, luego de que fueran atacados por un grupo de presos fugados que se habían apoderado del muelle, los supervivientes sufren un involuntario y prolongado ataque de furia. Kessler les explica que esto pudo haber sido el resultado del humo de las armas químicas, actuando como un mutágeno, pero les dice que estarían bien de evitar una mayor exposición. Posteriormente, el grupo de supervivientes llega a la ciudad de Henderson, en donde Harlow los abandona en una antigua sala de cine.

Los inmunes encuentran a la base militar invadida y contactan a Serpo. Este les dice que nunca se planeó un ataque nuclear, que Hardy no era de fiar y que se compromete en enviar un helicóptero para evacuarlos. Cuando Serpo llega con sus soldados en el helicóptero, Hardy quiere ser el primero en subir, pero muere sin obedecer a Serpo, que decía que los primeros que tenían que subir eran los inmunes. Un soldado de Serpo le advierte repetidas veces al coronel que no suba, pero este no hacía caso, y por eso abre fuego contra él, cayendo muerto al suelo. Acto seguido, los supervivientes empiezan a disparar al helicóptero, y, con un bazukazo de Logan, este pierde el control y desaparece por sobre unas casas.

Más tarde, encuentran a Frank Serpo con vida cerca del lugar del accidente. Este dice que Harlow no sólo es inmune, sino que es una terrorista enviada para robar información y apoderarse de una vacuna en una zona de cuarentena. Cuando los inmunes encuentran a Harlow en el laboratorio de la zona de cuarentena, ésta les dice que no hay vacuna. Harlow se encuentra en una ira violenta, después de haber probado el mutágeno en el lugar. Convencida de que los inmunes eran demasiado peligrosos para vivir, ella toma de nuevo el mutágeno y los ataca. Los inmunes no tienen otra alternativa y la matan.

Tras escapar de los pasillos del lugar, los protagonistas encuentran un bote y a Serpo, que admite querer expandir el virus, pero les prometía ayuda médica si iban con él. Los inmunes rechazan la oferta y escapan de la isla, dejando a Serpo a merced de un grupo de zombis, que acaban con él. Seis días después, el mismo bote con el que escaparon los sobrevivientes llega hasta otra isla distante. Una mujer ve al bote sin personas y sale de su casa. Esta se acerca y escucha unos gruñidos que provenían desde el interior del bote. Esto muestra que los inmunes se habían convertido en una nueva cepa de zombis inteligentes.

## Marketing

### Tráiler
El 19 de septiembre de 2012 fue lanzado el primer tráiler cinemático de Riptide, en donde se muestra a una pareja navegando en bote por el mar. Acto seguido la pareja se encuentra en la cabina del bote abrazándose y diciéndose sus últimas palabras cuando son rodeados por una horda inmensa de zombis tras estrellarse en Palanai.
Un video musical de una canción llamada "No Room In Hell" fue lanzado por el rapero Josef "J7" Lord (que en la canción es llamado Sam B, uno de los protagonistas del juego). El video fue lanzado de manera promocional e incluye la colaboración del rapero Chamillionaire.
El 21 de marzo de 2013 se publicó el tráiler oficial. En este se muestra que los sobrevivientes son apresados por los militares al llegar a la base naval. Más tarde, la infección se propaga y la base se ve afectada. En el tráiler se muestran un par de personajes nuevos, además de vehículos y armas que no aparecieron en la primera entrega.

### Ediciones especiales
Dead Island: Riptide fue lanzado con una variedad diferente de ediciones. Las versiones disponibles incluyen la versión estándar, versión limitada, versión especial, edición survivor, Rigor Mortis y Zombie Bait, con una variedad de extras físicos (figuras, abridores de botella, distinta portada).

## Recepción
Dead Island: Riptide recibió críticas mixtas, la mayoría alabando la jugabilidad y el nuevo contenido, pero criticando el hecho de que no fueron arreglados los errores del primer juego. Las páginas GameRankings y Metacritic le dieron a la versión de PC 64,30% y 66/100.

Greg Miller, analista de IGN, ve al juego divertido y violento, pero sigue teniendo los bugs que fueron vistos en el primer juego. Él alabó la jugabilidad y la posibilidad de importar los datos del primer juego, teniendo en cuenta que el nivel de los enemigos se adapta al del jugador, es un desafío apropiado. Miller criticó la historia, además de que el rendimiento del juego no es un descarrilamiento, pero tampoco es una gran experiencia. Sin embargo, agregó que los deslucidos gráficos pueden ser pasados por alto por la diversión que se ofrece. A pesar de todo, el analista le dio a Riptide una nota de 7,2.